# Cueva de Boquique

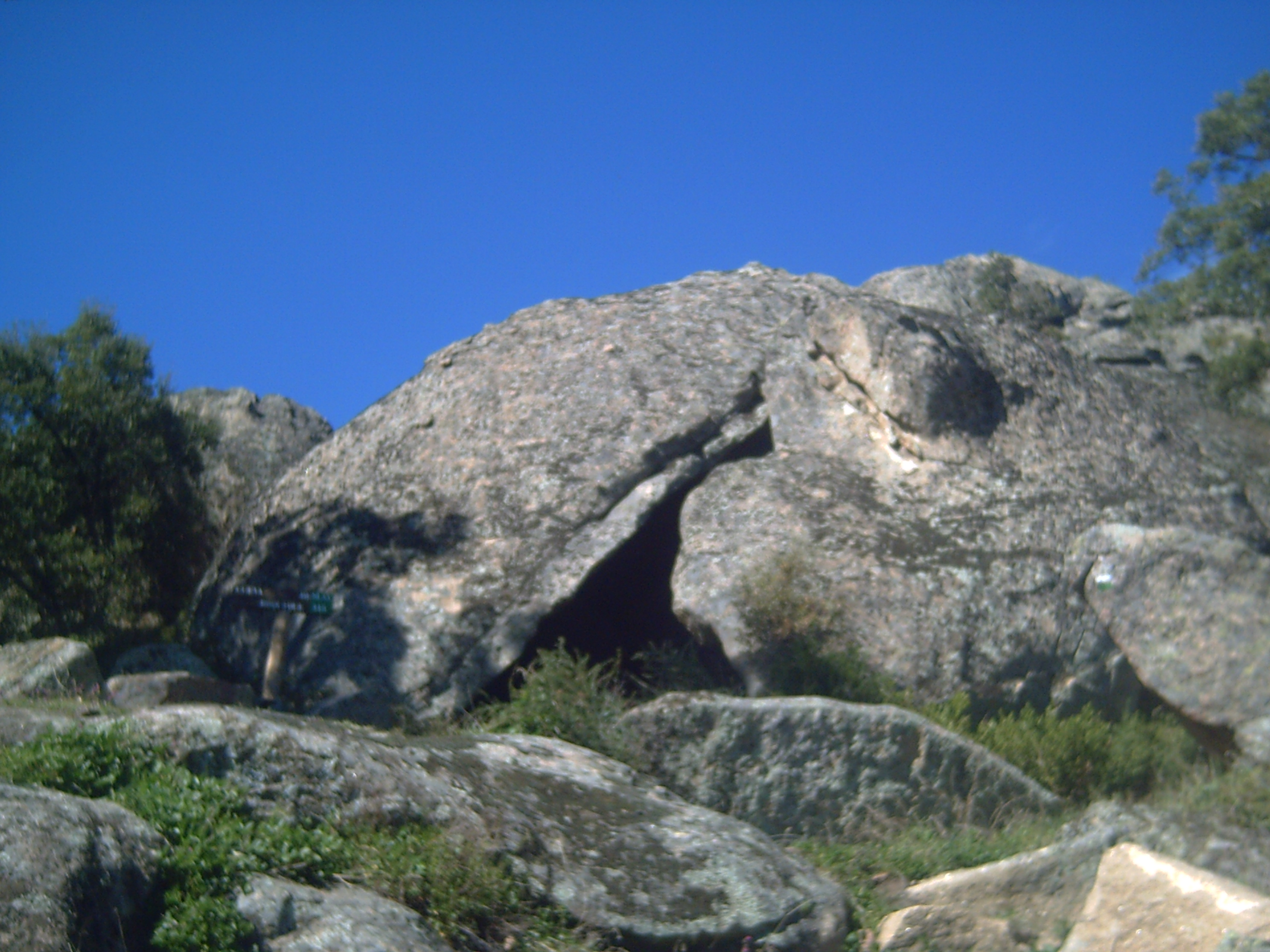
Cueva de Boquique desde fuera.

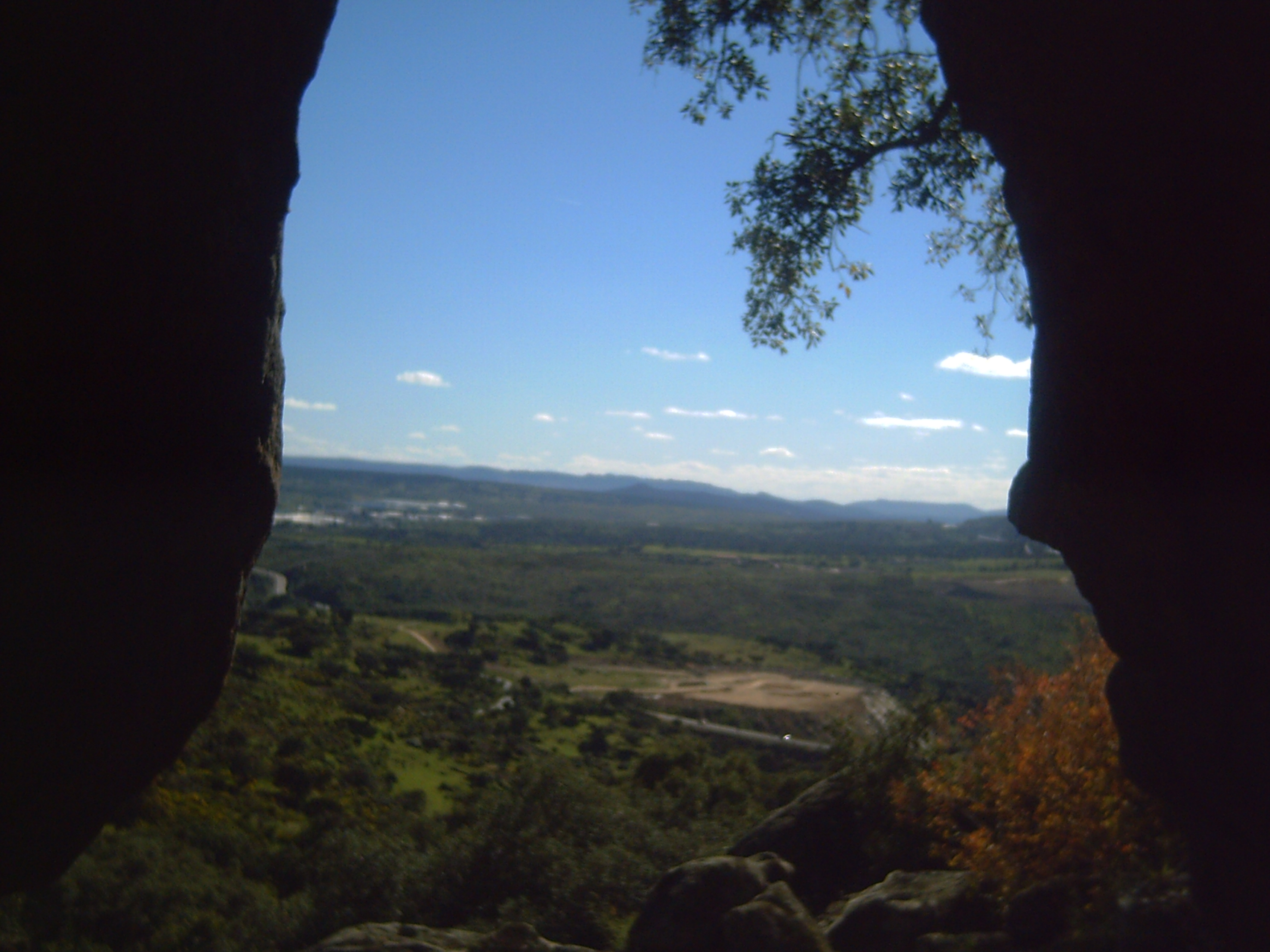
Vistas desde la Cueva de Boquique.

La Cueva de Boquique está situada a 580 metros sobre el nivel del mar, entre berrocales de los montes de Traslasierra que a su vez pertenecen a la Sierra de Gredos. Se encuentra en la umbría de la dehesa de Valcorchero, en el paraje conocido como Era de la Guijosa sito en las proximidades de la ciudad de Plasencia. Más que de una cueva se trata de un abrigo granítico, compuesto de una estancia más o menos amplia en el acceso principal y de un amplio corredor que conduce a otra entrada.
En los alrededores de la cueva hay numerosos restos prehistóricos que han sido sistemáticamente expoliados, y tal vez una necrópolis. Además, en sus proximidades se ha encontrado un tipo de cerámica catalogada bien como neolítica por algunos o bien como perteneciente a la edad de bronce por otros- Esta cerámica tiene una decoración característica a la que ha dado nombre, siendo conocida como cerámica de boquique.
La cueva debe su denominación al insurgente carlista Mariano Ceferino del Pozo apodado Boquique, que se refugió en ella en varias ocasiones, la primera durante el trienio liberal y la segunda en 1834, durante la Primera Guerra Carlista. En la noche del 5 al 6 de marzo de este año fue apresado en la cueva con otros miembros de su partido, entre los que se encontraba su propia esposa.
Numerosas publicaciones se han centrado en la cueva desde que en 1873 Vicente Paredes Guillén la diera a conocer. A comienzos del siglo XX, Pedro García Faria, un ingeniero, excava la cueva y envía parte de las cerámicas a Pere Bosch i Gimpera, quien las estudia, publicando los resultados. Posteriores trabajos de Cleofé Rivero de la Higuera dieron a conocer un lote de cerámicas recuperadas en prospección, y recientemente es Martín Almagro-Gorbea quien excava en su interior en 1970. Desde entonces se han publicado algunas revisiones sobre el yacimiento, llegando a la conclusión de que la cueva fue ocupada en dos momentos distintos del Neolítico Antiguo y el Bronce Final.
Los hallazgos se encuentran repartidos entre el Museo de Cáceres, el Museo Arqueológico Nacional, en Madrid, y Museu de Arqueología de Catalunya en Barcelona, aunque solo se encuentran expuestos al público en el Museo Arqueológico Nacional.